# Gyda Hansen
Gyda Hansen (Kopenhagen, 7 februari 1938 - 20 augustus 2010) was een Deens filmactrice. Zij trad op in 22 films tussen 1963 en 2000.

## Filmografie (selectie)
- Flådens friske fyre (1965)
- Sommer i Tyrol (1964)
- Støv for alle pengene (1963)